# 姜巴·巴特蒙赫
姜巴·巴特蒙赫（1926年3月10日—1997年5月14日）蒙古国乌布苏省夏尔嘎斯县（Khyargas）人，蒙古政治家。曾任蒙古人民革命党中央委员会总书记、蒙古人民共和国大人民呼拉尔主席团主席。

## 生平
1926年3月10日，巴特蒙赫生于今乌布苏省夏尔嘎斯县。1951年，巴特蒙赫毕业于蒙古国立大学。1961年，毕业于莫斯科苏联共产党中央委员会社会科学院（Soviet Communist Party Central Committee's Academy of Social Sciences）。从1951年到1952年，巴特蒙赫在蒙古国立大学、高等师范学校任讲师。1952年至1956年，在蒙古人民革命党中央委员会高级党校任讲师，1956年至1958年任该党校副校长。 1962年，巴特蒙赫任蒙古人民革命党中央委员会某部部长。
1962年至1967年，巴特蒙赫在经济高等学校历任副校长（1962年至1963年）、校长（1963年至1967年）。1967年至1972年，任蒙古国立大学副校长，1972年至1973年担任校长。
此后，巴特蒙赫调入蒙古人民革命党中央委员会任职，1973年至1974年任蒙古人民革命党中央委员会科学教育部部长。1974年5月，巴特蒙赫被任命为部长会议副主席。1974年6月11日，在大选之后，巴特蒙赫被任命为部长会议主席。1971年，巴特蒙赫当选为蒙古人民革命党中央委员会候补委员。1974年6月，巴特蒙赫出任蒙古人民革命党中央委员会委员及政治局委员。
巴特蒙赫担任上述职务直到1984年尤睦佳·澤登巴爾被免去党和国家领导职务。1984年8月，巴特蒙赫当选为蒙古人民革命党中央委员会总书记，同年12月12日被任命为大人民呼拉尔主席团主席，等同於國家元首。
巴特蒙赫先后在乌兰巴托52（Dundgol）选区（1973年至1977年）、巴彦乌列盖112选区（1977年至1978年）、前杭爱246选区（1981年至1986年）、乌兰巴托46选区（1986年至1990年）作为蒙古人民革命党提名的大人民呼拉尔的代表。巴特蒙赫是保守的共产主义者，在泽登巴尔下台后很少进行政治改革，但在苏联推进改革的压力下，在1980年代末，巴特蒙赫推进了经济“革新”，包括政府机构改革。但巴特蒙赫推进的“政治开放”不足，使老迈的蒙古人民革命党的官僚们面临变革压力。
在1989年底柏林墙倒塌及蒙古出现公开争取民主的运动后，以及1990年初反对蒙古人民革命党“停滞”及反对苏联压迫之后，缺乏蘇共支持的巴特蒙赫的政治局于1990年3月迅速垮台。1990年5月14日，巴特蒙赫辞去所担任的党的领导职务，5月21日又辞去了国家领导职务。此后，他从公众视野里消失，直到1994年1月他参加一次蒙古文字改进会的会议。
1997年5月14日，巴特蒙赫逝世。

## 荣誉
- 苏赫巴托尔勋章
- 列宁勋章
- 克莱门特·哥特瓦尔德勋章（1986年2月4日）[2]